# نيكولاس كالاواي
نيكولاس كالاواي (بالإنجليزية: Nicholas Callaway)‏ هو ناشر أمريكي، ولد في 1953.

## وصلات خارجية
- نيكولاس كالاواي على موقع قاعدة بيانات الفيلم (الإنجليزية)